# Erik Trolle
Erik Arvidsson Trolle (* um 1460; † 1529 oder 1530) war ab 1487 Mitglied im schwedischen Reichsrat und im Jahr 1512 Reichsverweser.
Erik Trolle studierte an den Universitäten Rostock und Köln. Er begann seine Laufbahn als Priester, stieg aber 1487 in die Politik ein und heiratete. Als Mitglied des schwedischen Reichsrates sympathisierte er zuerst mit König Johann II. und nach dessen Tod mit Svante Sture, der Krieg gegen Johann führte. Als Svante Anfang 1512 starb, wurde Erik vom Rat zum neuen Reichsverweser gewählt und handelte den Frieden von Malmö aus, doch die Wahl wurde von Sten Sture dem Jüngeren angefochten. Als jener den erneuten Wahlgang gewann, zog sich Erik aus der aktiven Reichspolitik zurück und wurde Richter in Närke und Uppland.
Erik war der Vater von Gustav Trolle.